# Стефани Браун
Стефани Браун (англ. Stephanie Brown) — супергероиня комиксов издательства DC Comics. Была создана писателем Чаком Диксоном и художником Томом Лайлом, дебютировав в Detective Comics #647.

## История публикаций
Стефани Браун была введёна в сюжетную арку о злодее Ключнике (Detective Comics #647-649). Чак Диксон создал Стефани как временный образ вспомогательной героини, которая должна была портить преступные планы своего отца. Однако, читатели хорошо приняли персонажа и уже в следующем году Стефани появилась в первой одиночной серии Robin как любовный интерес для Тима Дрейка, который на тот момент был Робином.
Спойлер была неотъемлемой частью серии более 10 лет, до 2004 года, когда в кроссовере Batman: War Games Стефани погибла.
В 2008 году открылось, что смерть была ненастоящей и в 2009 году Стефани появилась как Бэтгёрл в одноимённой комикс-серии.

## Биография

### Спойлер
Отцом Стефани был Артур Браун, суперзлодей, известный как Мыслитель. Когда после очередного тюремного заключения Мыслитель вернулся на волю и снова взялся за старое, возненавидевшая его Стефани решила помочь полиции поймать его. Изготовив себе костюм и взяв прозвище Спойлер (от англ. to spoil «портить, мешать»), она стала портить планы отца. Во время поимки Мыслителя она влюбилась в Робина, которым тогда был Тим Дрейк. Вскоре она стала неофициальным членом Бэт-команды, правда чаще мешая, чем помогая, оправдывая своё прозвище. Тим и Стефани начали встречаться, но вскоре расстались на некоторое время, Тим уехал учиться, а вот Стефани обнаружила, что беременна от своего прошлого бойфренда. Но она не могла оставить ребёнка и была вынуждена отдать его на усыновление.

### Робин
Когда Тим ушёл с поста Робина по желанию его отца, не желавшего, чтобы сын рисковал своей жизнью, Стефани стала новым, четвёртым Робином, но недолго продержалась на посту, Стефани нарушила правила, и Бэтмен приказал ей оставить мантию Робина. Вновь вернувшись к роли Спойлер, девушка желает вернуть расположение Бэтмена, но проваливает задание и попадает в плен к Чёрной Маске. Стефани умирает от пыток. Но позже оказывается, что всё не так как кажется.

### Бэтгёрл
Спустя некоторое время Робин и Бэтмен встречают кого-то в костюме Спойлер и вскоре ловят незнакомку. Это оказывается Стефани, смерть которой была сфальсифицирована Лесли Томпкинс. После кажущейся смерти Бэтмена разочаровавшаяся Кассандра передаёт Стефани мантию Бэтгёрл.

## Критика
В комиксах, посвящённых персонажу, поднимались спорные темы: подростковый секс, ранняя беременность, сексуальное насилие над детьми.

## Вне комиксов

### Телевидение
Стефани Браун появится в будущем сериале "Рыцари Готэма".